# Therlinya
Genre
Therlinya est un genre d'araignées aranéomorphes de la famille des Stiphidiidae.

## Distribution
Les espèces de ce genre sont endémiques d'Australie. Elles se rencontrent au Queensland, en Nouvelle-Galles du Sud et au Victoria.

## Liste des espèces
Selon World Spider Catalog (version 17.0, 17/05/2016) :
- Therlinya angusta Gray & Smith, 2002
- Therlinya ballata Gray & Smith, 2002
- Therlinya bellinger Gray & Smith, 2002
- Therlinya foveolata Gray & Smith, 2002
- Therlinya horsemanae Gray & Smith, 2002
- Therlinya kiah Gray & Smith, 2002
- Therlinya lambkinae Gray & Smith, 2002
- Therlinya monteithi Gray & Smith, 2002
- Therlinya nasuta Gray & Smith, 2002
- Therlinya vexillum Gray & Smith, 2002
- Therlinya wiangaree Gray & Smith, 2002

## Publication originale
- Gray & Smith, 2002 : Therlinya, a new genus of spiders from eastern Australia (Araneae: Amaurobioidea). Records of the Australian Museum, vol. 54, p. 293-312 (texte intégral).